# 여관

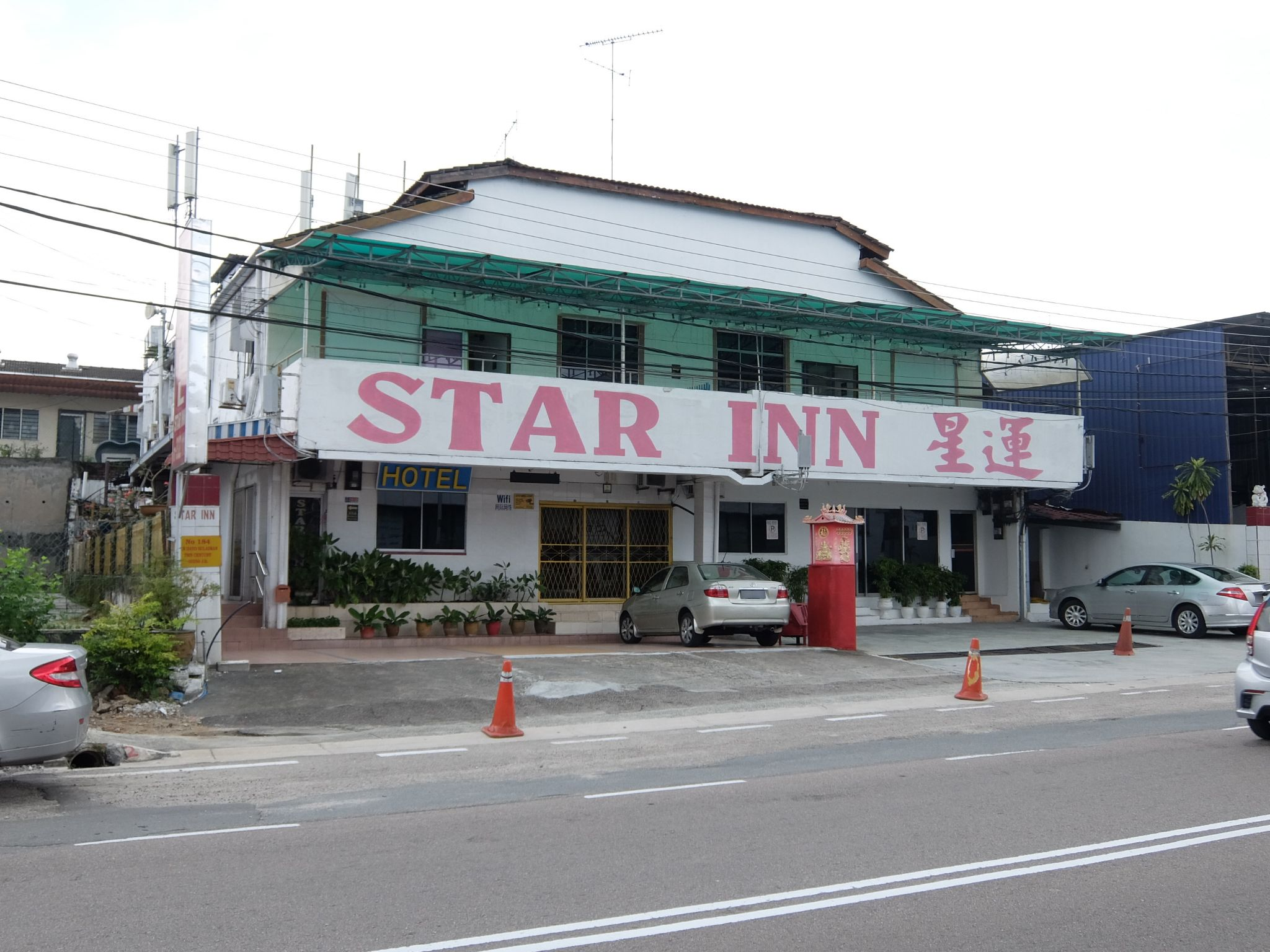

여관(旅館, 영어: inn 문화어: 려관)은 숙박시설의 일종이다. 여인숙(旅人宿, 문화어: 려인숙)은 여관과 비슷하지만 여관보다 값이 싸고 규모가 작은 편이다. 욕실이나 화장실 등을 공동으로 쓰는 경우가 많다.

## 대한민국
조선 시대에 밥과 술을 팔고 나그네를 재워주던 주막에서 발전하여, 돈을 받고 나그네를 재워주는 일을 하는 집이었다. 1960년대 이후 차고가 있고 현대화된 시설을 갖추거나 월세 등 장기 숙박 전용으로 전환한 경우가 많다. 모텔(motel)이라고도 한다.

## 같이 보기
- 호텔
- 모텔
- 호스텔
- 료칸